# (706765) 2010 TK7
(706765) 2010 TK7 est un astéroïde Aton,. Observé pour la première fois le 1er octobre 2010, il s'agit du premier astéroïde troyen de la Terre à avoir été découvert,, et du seul reconnu au 14 juin 2021 (2020 XL5 est présumé être également dans ce cas).

## Caractéristiques
La magnitude absolue de 2010 TK7 est de 20,7 à 20,8,. En supposant un albédo de 0,1, il mesure 300 m de diamètre. Aucune donnée spectrale ne permet actuellement de déterminer sa composition.

## Orbite

### Généralités
(706765) 2010 TK7 coorbite avec la Terre autour du Soleil sur une orbite qui lui est propre mais qui est similaire à celle de notre planète.
Le demi-grand axe de l'orbite elliptique de (706765) 2010 TK7 (1,000 105 5 ua) est comparable à celui de l'orbite terrestre et sa période de révolution (1 a) est presque identique à celle de la Terre.
Mais l'excentricité de l'orbite de (706765) 2010 TK7 (0,19066) est supérieure à celle de l'orbite terrestre, (706765) 2010 TK7 s'approchant du Soleil jusqu'à 0,809 55 ua et s'en éloignant jusqu'à 1,190 95 ua.
D'autre part, le plan de l'orbite de (706765) 2010 TK7 est fortement incliné (20,865 6°).
(706765) 2010 TK7 était au périhélie le 18 janvier 2014 et l'a sans doute été le 18 janvier 2015.

### Apollon ou Aton?
Avec une distance au périhélie inférieure à 1,3 ua, 2010 TK7 est un astéroïde proche de la Terre (en anglais NEA pour Near-Earth Asteroid).
Son appartenance à la classe des astéroïdes Apollon ou à celle des astéroïdes Aton est discutée. Ses orbites osculatrices n'ont pas permis de déterminer si son demi-grand axe (a) est supérieur ou inférieur à 1 ua, de sorte qu'il est susceptible d'appartenir à la première — avec a < 1 ua, sa distance au périhélie (q) étant inférieure à 1,017 ua — ou à la seconde — avec a > 1 ua, sa distance à l'aphélie (Q) étant supérieure à 0,983 ua — de ces deux classes d'astéroïdes.

### Troyen
(706765) 2010 TK7 est un astéroïde troyen de la Terre, le seul connu à ce jour (mars 2019). En effet, d'une part, il est en résonance de moyen mouvement 1:1 avec notre planète. D'autre part, dans le référentiel où la Terre et les points de Lagrange sont stationnaires, il oscille autour du point de Lagrange L4 du couple Terre-Soleil, 60° en avance par rapport à la Terre sur son orbite autour du Soleil. Cette oscillation est très allongée : 2010 TK7 approche parfois du point de Lagrange L3, du côté opposé à la Terre par rapport au Soleil. De l'autre côté, l'astéroïde ne s'approche pas à moins de 20 millions de km de la Terre, 50 fois la distance Terre-Lune.

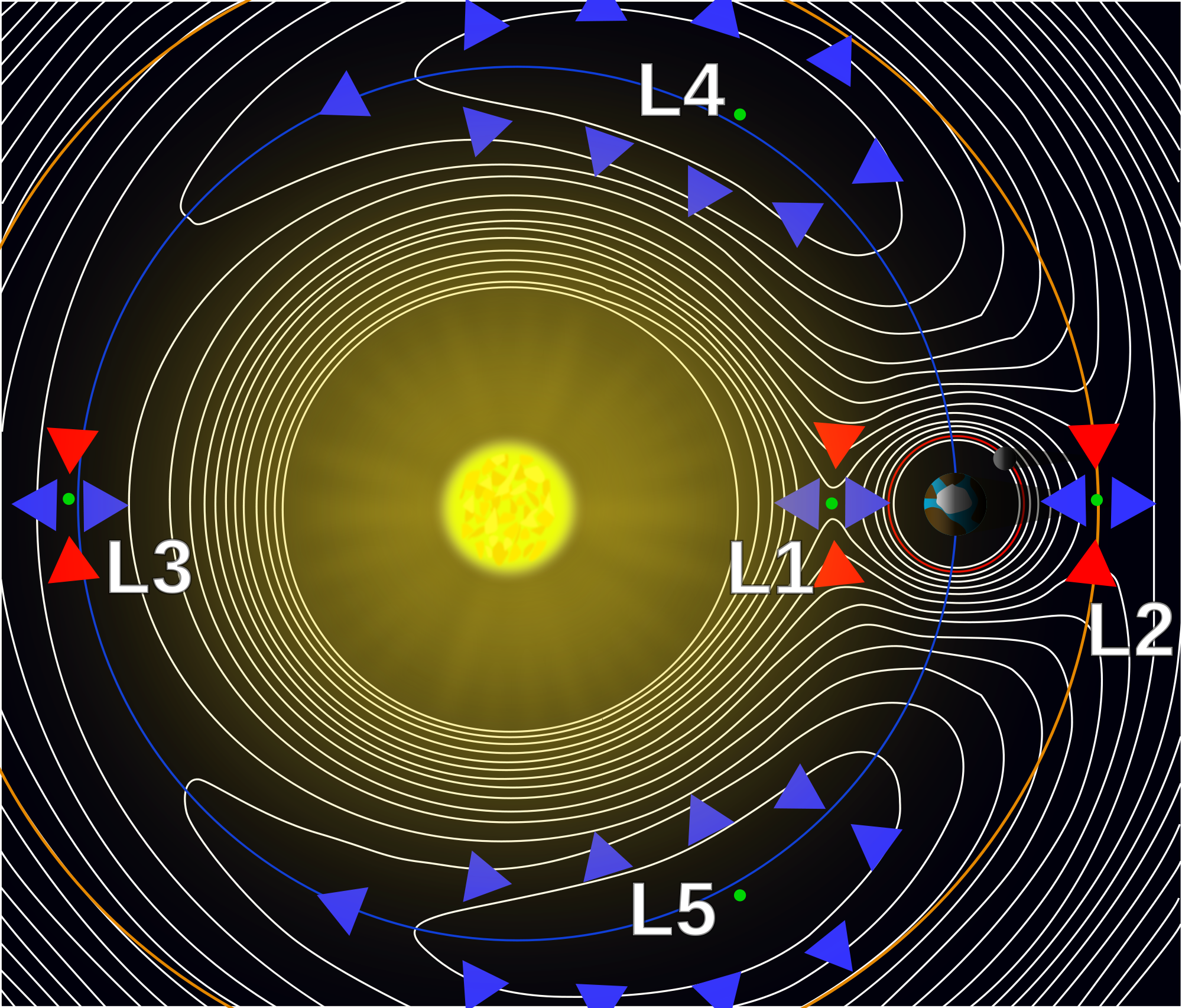
Les cinq points de Lagrange du système Soleil-Terre.

L'orbite de (706765) 2010 TK7 possède un caractère chaotique qui rend les prédictions à long terme difficiles. Avant 500 av. J.-C., il a peut-être pu osciller autour du point de Lagrange L5 (60° en retard par rapport à la Terre) avant de passer à L4 via L3. Des librations brèves et instables autour de L3 ainsi que des transitions vers une orbite en fer à cheval sont également possibles.

## Découverte
(706765) 2010 TK7 a été observé pour la première fois, le 1er octobre 2010, par le télescope spatial américain WISE (C51), lors d'un programme visant à parcourir l'intégralité du ciel entre janvier 2010 et février 2011.
Il a ensuite été observé depuis la Terre, le 6 octobre 2010, d'abord à l'observatoire interaméricain du Cerro Tololo (807) puis au Mount John University Observatory (474) et enfin par le Faulkes Telescope South (E10) de l'Observatoire de Siding Spring.
Sa découverte a été confirmée par le Centre des planètes mineures le 7 octobre 2010.
L'Université d'Hawaï et l'observatoire Canada-France-Hawaï poursuivent son observation et son analyse. Son orbite est évaluée le 21 mai 2011 et son caractère de troyen terrestre fait l'objet d'une publication en juillet 2011,.

## Sources